# Цай Вэньи
Цай Вэньи (кит. трад. 蔡溫義, упр. 蔡温义, пиньинь Cài Wēnyì; род. 29 сентября 1956 года, Тайвань) — тайваньский
тяжелоатлет и тренер. Участник Олимпийских игр от Тайваня в 1984 и 1988 годах.
Бронзовый призёр Олимпийских игр 1984 года в Лос-Анджелесе в категории до 60 кг. На соревнованиях поднял в сумме 272,5 кг (рывок — 125 кг, толчок — 147,5 кг). Бронзовый призёр чемпионата мира по тяжёлой атлетике 1984 года (проходил в рамках Олимпийских Игр).
Является единственный спортсменом Тайваня, который выиграл медаль на Олимпийских играх 1984 года. Ранее медали для Тайваня получали только легкоатлеты: Ян Чуаньгуан и Цзи Чжэн.
Участвовал в Олимпийских играх 1988 года в Сеуле в категории до 56 кг, однако не смог ни разу поднять штангу весом 122,5 кг в рывке и был дисквалифицирован.
После окончания спортивной карьеры начал работу в качестве тренера. Развивал женскую тяжёлую атлетику в стране и воспитал ряд известных спортсменов, которые побеждали и становились призёрами различных мировых и азиатских соревнований. Воспитал Сюй Шуцзин, ставшую серебряной медалисткой Олимпийских игр 2012 года.

## Интересные факты
- На Олимпийских играх 1984 года в тяжёлой атлетике в категории до 60 кг победил спортсмен из КНР Чэнь Вэйцян. А так как в то время Китайская Республика находилась в напряжённых отношениях с КНР, телекомпании Тайваня, транслировавшие церемонию награждения Цай Вэньи бронзовой медалью, сделали обработку видео и закрыли флаг КНР чёрным квадратом.[4]